# Rather You Than Me
Rather You Than Me è il nono album in studio del rapper statunitense Rick Ross, pubblicato nel marzo 2017.

## Tracce
1. Apple of My Eye (featuring Raphael Saadiq) – 4:51
2. Santorini Greece – 5:32
3. Idols Become Rivals (featuring Chris Rock) – 5:41
4. Trap Trap Trap (featuring Young Thug & Wale) – 4:35
5. Dead Presidents (featuring Future, Jeezy & Yo Gotti) – 4:27
6. She on My Dick (featuring Gucci Mane) – 3:45
7. I Think She Like Me (featuring Ty Dolla Sign) – 4:02
8. Powers That Be (featuring Nas) – 4:29
9. Game Ain't Based on Sympathy – 3:44
10. Scientology – 2:35
11. Lamborghini Doors (featuring Meek Mill & Anthony Hamilton) – 4:23
12. Triple Platinum (featuring Scrilla) – 6:12
13. Maybach Music V (featuring Dej Loaf) – 5:22
14. Summer Seventeen (featuring Yo Gotti) – 3:13